# Thalamoporella gracilata
Thalamoporella gracilata är en mossdjursart som beskrevs av Tilbrook, Hayward och Gordon 200. Thalamoporella gracilata ingår i släktet Thalamoporella och familjen Thalamoporellidae. Inga underarter finns listade i Catalogue of Life.